# 美秀美術館

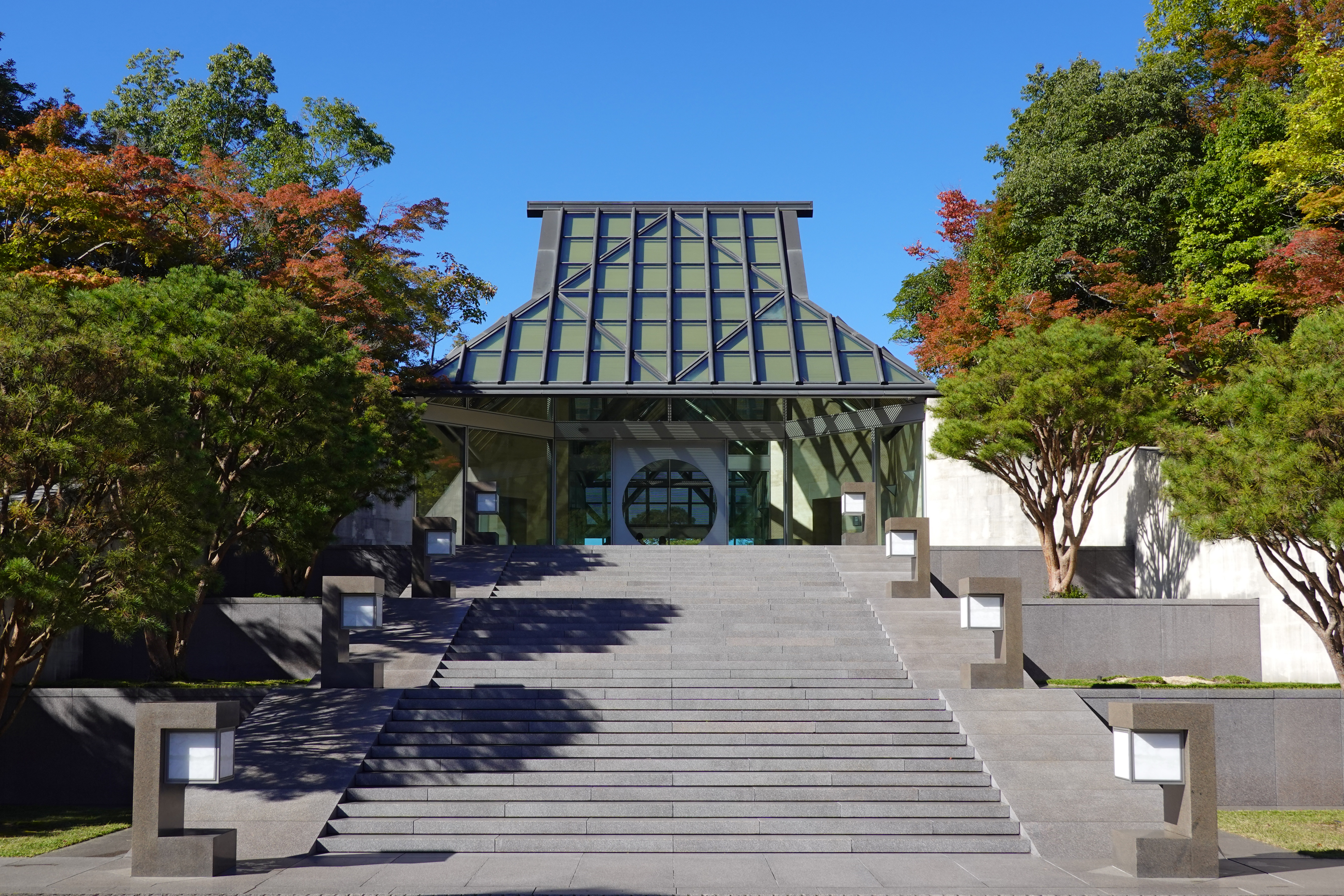
美秀美術館

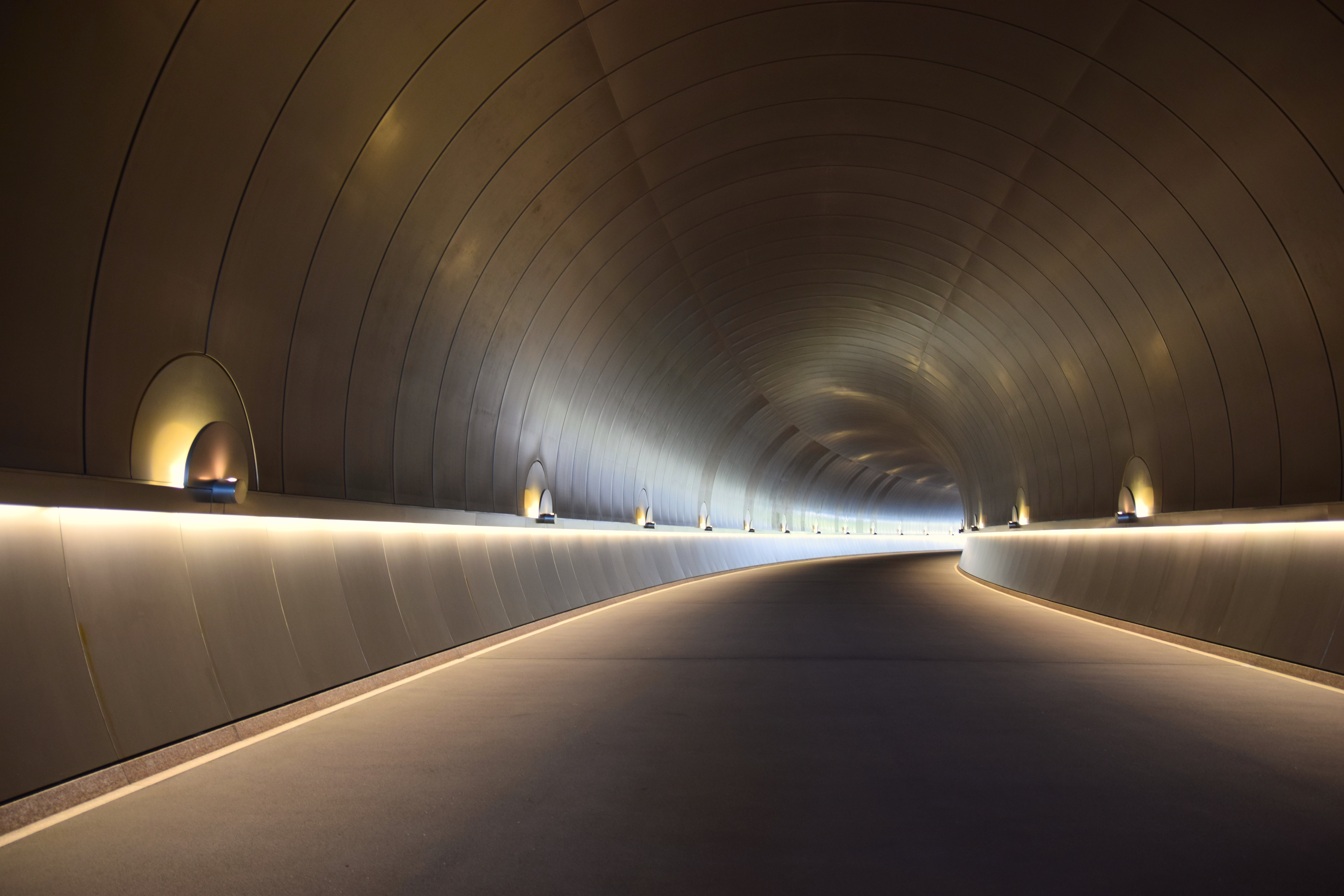
美秀美術館的展館以神社為造型設計，透過吊橋與隧道進入館區

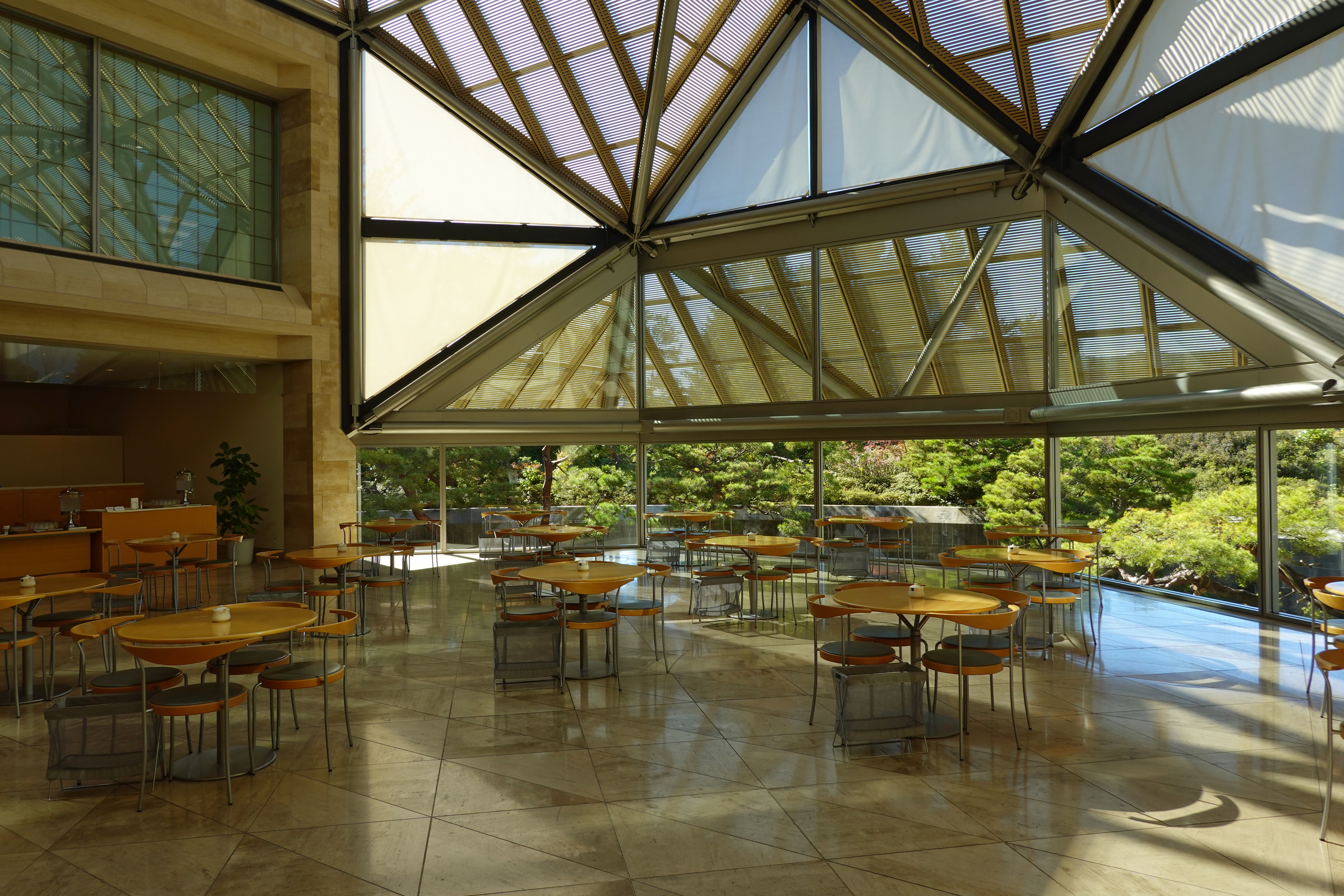
館內屋頂結構充滿貝聿銘的風格

美秀美術館（MIHO MUSEUM）是位於日本滋賀縣甲賀市的私立美術館，創辦人為神慈秀明會創始者小山美秀子。建築由貝聿銘設計，於1997年11月開館，當時獲美國《時代周刊》選為全球十大建築。
館藏以小山美秀子生前個人藏品為主，包括日本、中國、南亞、中亞、西亞、埃及、希臘、羅馬等古文明的藝術品，約逾2千件。神慈秀明會的本部設於館旁，但佔地更大，建築設計亦出自貝聿銘手筆。
初代館長梅原猛、第2代館長井上裕雄、第3代館長辻惟雄。

## 主要館藏
- 戴奧尼索斯馬賽克畫
- 阿爾西諾埃二世像
- 山貓戲雄雞角杯
- 隼頭神像
- 燃燈佛像浮雕
- 羅馬庭園壁畫

- 木造地蔵菩薩立像（重要文化財）－鎌倉時代（1972年重文指定）。
- 木造持国天立像（重要文化財）－鎌倉時代（興福寺伝来）
- 曜変天目茶碗（重要文化財）－南宋時代（前田家伝来）
- 紫檀螺鈿宝相華鳳凰文平胡籙（最後の漢字は竹冠に「録」）（重要文化財）
- 紫紙金字金光明最勝王経 巻第二（重要文化財）
- 象と鯨図屏風－伊藤若冲作

## 外部連結
- MIHO MUSEUM （页面存档备份，存于）
- MIHO MUSEUM Facebook （页面存档备份，存于）

34°54′52.6″N 136°01′22.4″E / 34.914611°N 136.022889°E